# Marcolino Lopes
Marcolino Lopes da Silva (Manaus, 7 de outubro de 1904 — Manaus, 1 de fevereiro de 1998) foi um futebolista brasileiro que atuou como atacante.
Segundo o historiador amazonense Gaspar Viera Neto, Marcolino Lopes foi o primeiro futebolista a praticar e marcar gols de bicicleta na história deste esporte no Brasil (ao contrário da crença popular que credita esse mérito a Leônidas da Silva). Na época, essa jogada era conhecida em Manaus como "espanholita".

## Carreira
Ainda bem jovem, com 11 anos (1915), estreava no time infantil do Nacional-AM, ficando nessa categoria até 1919. Em 1921 e 1922 disputou a segunda divisão do campeonato amazonense pelo time nacionalino reserva. Pelo clube azul e branco foi campeão amazonense de 1922 (Segunda Divisão) e 1923 (Primeira Divisão). Em 1925 foi um dos fundadores de um novo clube: o Independência Football Club.
Ainda em 1925, Marcolino era convocado para fazer parte da Seleção do Amazonas que viajou para Belém e perdeu para a seleção paraense por 3–2, em partida válida pelo campeonato brasileiro de futebol.
No ano de 1929 ele foi novamente convocado para  compor a Seleção do Amazonas na disputa do mesmo certame nacional. Os amazonenses foram mais uma vez à  Belém, sendo eliminados pela Seleção do Pará por 5–2 (Marcolino   assinalou o primeiro gol do Amazonas).  
No ano de 1930, Marcolino passou a defender a recém-fundada equipe do Fast Clube onde ficou até 1938.